# PNC Park

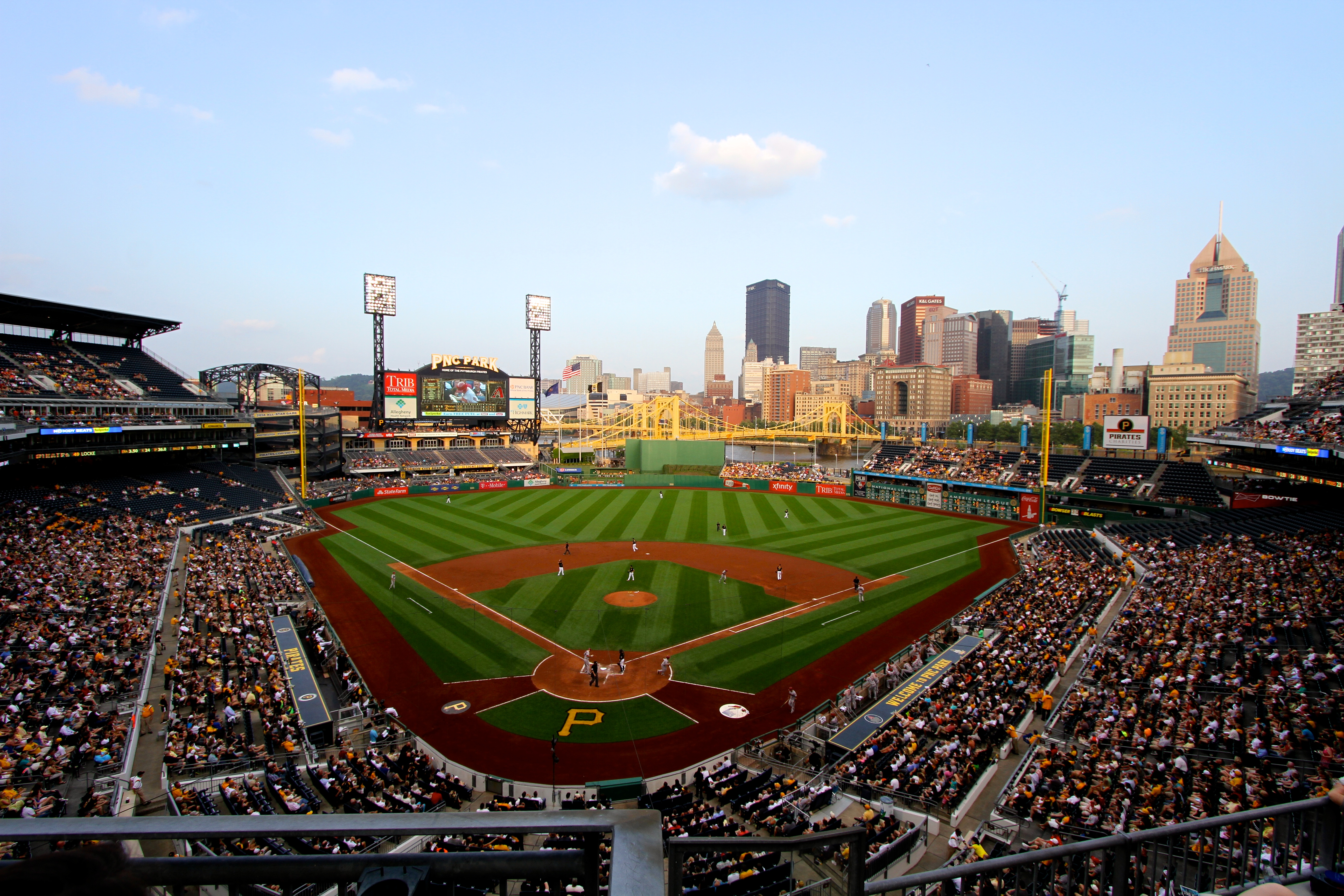
PNC Park

PNC Park is het honkbalstadion van de Pittsburgh Pirates. Het stadion is vernoemd naar het bedrijf PNC Financial Services dat het recht om zijn naam aan het stadion te verbinden heeft gekocht in 1998.
PNC Park opende zijn deuren op 31 maart 2001.
Het stadion staat in de stad Pittsburgh in de staat Pennsylvania.
De jaarlijkse Major League Baseball All-Star Game werd in het stadion in 2006 gehouden.
De capaciteit van PNC Park is 38.362 toeschouwers (2016).

## Feiten
- Geopend: 31 maart 2001
- Ondergrond: gras
- Constructiekosten: $216 miljoen US$
- Architect: HOK Sport, L.D. Astorino & Associates
- Capaciteit: 38.362